# Cultura da União Soviética
A Cultura da União Soviética passou por diversas fases durante os 69 anos da sua existência. Resulta da união entre a cultura maioritária russa e as culturas das 14 outras repúblicas soviéticas. O estado Soviético apoiou instituições culturais, mas também realizou uma censura rigorosa sobre a cultura inspirada no Ocidente.

## História

### Os anos Lenin
A principal característica das atitudes comunistas para artistas nos anos de 1918–1929 foi a relativa liberdade e experimentação significante com vários estilos diferentes, em um esforço para encontrar um estilo distinto soviético de arte.
Escritores foram agraciados com uma boa dose de liberdade, mas muitos fugiram da Rússia por causa da sua oposição ao governo bolchevique. Lenin era um homem tradicional da arte. Ele odiava os novos ismos (Futurismo e Expressionismo) e queria que a arte fosse mantida de forma tradicional. Mesmo assim, ele não fez nada para evitar a propagação do Futurismo na Rússia. Lenin mostrou seu apoio à cena artística e queria que a arte fosse acessível ao povo. Ele nacionalizou muitas coleções privadas de arte e criou o Museu da Nova Arte Ocidental, em Moscou. Lenin queria no início, para ter controle total do sistema da arte, nomear IZO-Narkompros para tomar o controle. Seus membros queriam tornar a arte mais simpática para o povo e promover uma maior participação nas artes. Muitos estúdios de arte novos foram criados em muitas cidades.
Em muitos aspectos, a NEP foi uma época de relativa liberdade e expressão para a vida social e cultural da União Soviética. O governo tolerou uma variedade de tendências nestes domínios, desde que não fossem abertamente hostis ao regime. Na arte e literatura, numerosas escolas, alguns tradicionais e outros radicalmente experimentais, proliferaram. Os escritores comunistas Máximo Gorki e Vladimir Maiakovski eram ativos durante este tempo, mas outros autores, muitos de cujos trabalhos foram posteriormente reprimidos, publicaram um trabalho esvaziado de conteúdo político socialista. Os filmes, como um meio de influenciar uma sociedade iletrada, receberam o incentivo do Estado.
A educação, sob o comissário Anatóli Lunacharski, entrou numa fase baseada em teorias de aprendizagem progressiva. Ao mesmo tempo, o estado ampliou as escolas primárias, de ensino secundário, entre outros. A qualidade do ensino superior sofreu, no entanto, porque as políticas de admissão dos candidatos preferenciais da classe proletária sobre as origens da burguesia, independentemente das qualificações dos candidatos.
Nos termos da NEP do Estado, facilitou-se a perseguição ativa da religião, que começou durante o comunismo de guerra, mas continuou a agitar em nome do ateísmo. O partido apoiou o movimento da reforma da igreja viva dentro da Igreja Ortodoxa Russa, na esperança de que pudesse prejudicar a fé na igreja, mas o movimento morreu no final de 1920.
Na vida familiar, atitudes em geral, se tornaram mais permissivas. O estado legalizou aborto, e ele fez o divórcio progressivamente mais fácil de obter. Em geral, as atitudes tradicionais em relação às instituições, tais como casamento foram lentamente mudadas de promoção do partido de ideias revolucionárias.

### Era de Stalin
Durante o governo de Joseph Stalin impôs-se o realismo socialista, com quase todas as outras tendências a serem duramente reprimidas, com raras exceções. Muitos autores foram presos e mortos ou morreram de fome, sendo exemplos, Ossip Mandelstam, Isaac Babel e Boris Pilniak. Andrei Platonov trabalhou como caseiro e não foi autorizado a publicar. Após um curto período do renascimento da literatura ucraniana, mais de 250 escritores soviéticos e ucranianos morreram durante o Grande Expurgo (por exemplo, Valeran Pidmohyl'nyi, assim chamado o Executado Renascença). Textos de autores presos foram confiscados pelo NKVD e alguns deles foram publicados mais tarde. Alguns livros foram retirados das bibliotecas e destruídos.

### Nos últimos anos da União Soviética

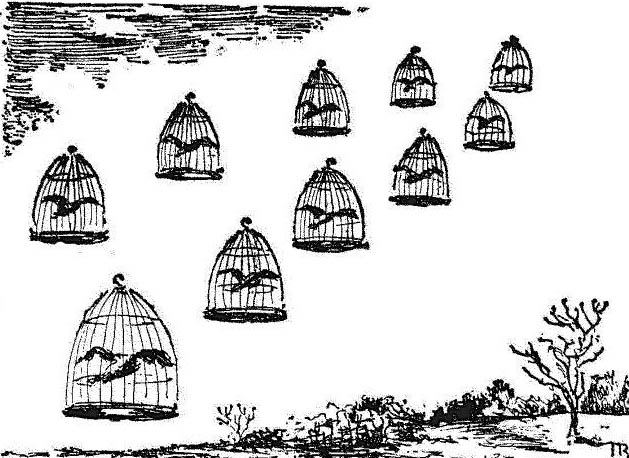
Vitaliy Peskov. Caricature of the Soviet life (the 1970s years)

Nos anos 1960 aos anos 1980, a Era Brezhnev, um período marcante da cultura soviética desenvolvida, caracteriza-se pela vida pública e conformista, foco intenso na vida pessoal. Na antiga União Soviética, foi caracterizado pelo fascínio com a cultura popular americana, como exemplificado pelo jeans.
Nas artes, a liberalização de todos os aspectos da vida a partir do Degelo de Khrushchev criou uma possibilidade para a evolução das diversas formas de arte não-formal, metro e dissidentes; ainda reprimida, mas não mais sob a ameaça imediata de Gulag, nos campos de trabalho.
A maior experimentação de formas de arte tornou-se admissível em 1970, com o resultado mais sofisticado e subtil do trabalho crítico, que começou a ser produzido. O regime relaxou as restrições do realismo socialista. Na música, embora o Estado continuasse a desaprovar fenômenos ocidentais como jazz e rock, começou a permitir conjuntos musicais especializados nestes gêneros para fazer aparições limitadas.